# Amphoe Wiang Chai
Amphoe Wiang Chai (Thai: อำเภอ เวียงชัย, Aussprache: ʔāmpʰɤ̄ː wīaŋ tɕʰāj) ist ein Landkreis (Amphoe – Verwaltungs-Distrikt) im zentralen Teil der Provinz Chiang Rai. Die Provinz Chiang Rai liegt im äußersten Norden der Nordregion von Thailand.

## Geographie
Benachbarte Landkreise (von Westen im Uhrzeigersinn): die Amphoe Mueang Chiang Rai, Wiang Chiang Rung, Phaya Mengrai und Thoeng der Provinz Chiang Rai.
Ein wichtiger Fluss des Landkreises ist der Maenam Kok (Kok-Fluss).

## Geschichte
Wiang Chai wurde am 17. Juni 1974 als „Zweigkreis“ (King Amphoe) gegründet, bestehend aus den drei Tambon Wiang Chai, Thung Ko und Pha Ngam, die von dem Kreis Mueang Chiang Rai abgespalten wurden.
Am 25. März 1994 erhielt Wiang Chai den vollen Amphoe-Status.

## Verwaltung

### Provinzverwaltung
Der Landkreis Wiang Chai ist in fünf Tambon („Unterbezirke“ oder „Gemeinden“) eingeteilt, die sich weiter in 75 Muban („Dörfer“) unterteilen.
| Nr. | Name        | Thai     | Muban | Einw.  |
| --- | ----------- | -------- | ----- | ------ |
| 02. | Wiang Chai  | เวียงชัย   | 20    | 11.515 |
| 03. | Pha Ngam    | ผางาม    | 15    | 09.062 |
| 04. | Wiang Nuea  | เวียงเหนือ | 12    | 06.634 |
| 06. | Don Sila    | ดอนศิลา   | 17    | 09.901 |
| 08. | Mueang Chum | เมืองชุม   | 11    | 07.337 |

Hinweis: Die fehlenden Nummern beziehen sich auf Tambon, die nun den Kreis Wiang Chiang Rung bilden.

### Lokalverwaltung
Es gibt fünf Kommunen mit „Kleinstadt“-Status (Thesaban Tambon) im Landkreis:
- Siri Wiang Chai (Thai: เทศบาลตำบลสิริเวียงชัย) bestehend aus Teilen des Tambon Wiang Chai.
- Wiang Nuea (Thai: เทศบาลตำบลเวียงเหนือ) bestehend aus dem kompletten Tambon Wiang Nuea.
- Don Sila (Thai: เทศบาลตำบลดอนศิลา) bestehend aus dem kompletten Tambon Don Sila.
- Mueang Chum (Thai: เทศบาลตำบลเมืองชุม) bestehend aus Teilen des Tambon Mueang Chum.
- Wiang Chai (Thai: เทศบาลตำบลเวียงชัย) bestehend aus den Teilen der Tambon Wiang Chai, Mueang Chum.

Außerdem gibt es eine „Tambon-Verwaltungsorganisation“ (องค์การบริหารส่วนตำบล – Tambon Administrative Organization, TAO)
- Pha Ngam (Thai: องค์การบริหารส่วนตำบลผางาม) bestehend aus dem kompletten Tambon Pha Ngam.